# Natural Boogie
Natural Boogie är ett studioalbum av Hound Dog Taylor and the HouseRockers från 1973 utgivet på Alligator Records. Albumet blev det sista som gavs ut medan Taylor fortfarande levde. Det efterföljande livealbumet Beware of the Dog var visserligen redan planerat att ges ut men gavs ut postumt 1975, samma år som Taylor dog.

## Låtlista
| 1.           | Take Five             | Taylor                                    | 2:40  |
| 2.           | Hawaiian Boogie       | Elmore James, Joe Josea                   | 2:38  |
| 3.           | See Me In The Evening | Taylor                                    | 5:04  |
| 4.           | You Can't Sit Down    | Cornell Muldrow, Dee Clark, Phil Upchurch | 3:20  |
| 5.           | Sitting At Home Alone | Taylor                                    | 4:07  |
| 6.           | One More Time         | Brewer Phillips                           | 2:27  |
| Total längd: | Total längd:          | Total längd:                              | 20:16 |

| 1.           | Roll Your Moneymaker | Taylor       | 4:00  |
| 2.           | Buster's Boogie      | Taylor       | 3:12  |
| 3.           | Sadie                | Taylor       | 6:10  |
| 4.           | Talk To My Baby      | Elmore James | 3:18  |
| 5.           | Goodnight Boogie     | Taylor       | 3:22  |
| Total längd: | Total längd:         | Total längd: | 20:02 |

## Medverkande musiker
- Hound Dog Taylor - Gitarr, sång
- Ted Harvey - Trummor
- Brewer Phillips - Gitarr